# Jay Sebring
Thomas John Kummer (Birmingham, 10 de octubre de 1933-Los Ángeles, 9 de agosto de 1969) conocido profesionalmente como Jay Sebring, fue un estilista de celebridades y fundador de la corporación de peluquería Sebring International. También es conocido por ser una de las víctimas de la masacre en Cielo Drive perpetrada por seguidores de Charles Manson.

## Primeros años
Nacido como Thomas John Kummer en Birmingham, Alabama, hijo de un contable, Bernard Kummer (1905-1994), y su esposa Margarette (1909-1996). Tenía un hermano y dos hermanas, creciendo con ellos en su hogar de clase media en Southfield, Michigan.
Tras terminar el instituto en 1951, se enroló en la Armada por 4 años y sirvió en la guerra de Corea. Luego se trasladó a Los Ángeles, donde se cambió el nombre a Jay Sebring: Jay por la inicial de su segundo nombre y Sebring por la famosa carrera automovilística de Florida.
En octubre de 1960 se casó con una modelo llamada Cami, pero se separaron en 1963.

## Carrera
En el ejército descubrió su talento para cortar el pelo y en Los Ángeles se graduó en una escuela de estilismo. Pronto inventó una nueva forma de cortar el cabello de los hombres. Sus innovaciones incluyen lavar el pelo antes de cortar, cortar con tijeras en lugar de con máquinas cortapelo, y el uso también en la peluquería masculina de los secadores de pelo, lo que ya era popular en Europa, pero no en EEUU. Incluso extendió el uso de la laca, en un tiempo en que las pomadas a base de cera de abejas como la afamada brylcreem era el único fijador capilar aceptado para varones. Su salón de peluquería se hizo popular y enseñó su método a otros que luego abrían sus propios Jay Sebring Salon, creando una franquicia. Sus técnicas seguían plenamente vigentes cincuenta años después.
En 1967 fundó la empresa Sebring International con la franquicia de sus salones y la venta de una línea de productos para el cuidado del cabello.
Se hizo cargo del peinado de Kirk Douglas en la película Espartaco (1960). Entre sus amigos y clientes habituales estaban Warren Beatty y Steve McQueen. Volaba a Las Vegas cada tres semanas para cortar el pelo a Frank Sinatra y Sammy Davis Jr. Creó la corta melena libre de Jim Morrison a finales de los 60, cuando su floreciente negocio tenía salones en Hollywood, Nueva York y Londres.
Después de conocer a Bruce Lee en el Campeonato Internacional de Kárate en Long Beach en 1964, Sebring lo presentó a su amigo el productor Bill Dozier, que le dio el papel de Kato en la serie El Avispón Verde (The Green Hornet). Su fama le otorgó un cameo en 1966 en un capítulo de la serie Batman, interpretando a un personaje basado en él mismo llamado Sr. Oceanbring, y en 1967 otro en la serie El virginiano, como un barbero del Salvaje Oeste.

## Sebring y Sharon Tate
En 1964 durante una fiesta en Hollywood le fue presentada la actriz Sharon Tate y empezaron una relación. Sebring compró la antigua casa de Paul Bern, esposo de Jean Harlow, en Benedict Canyon. Allí la pareja pasaba mucho tiempo y ella era una presencia habitual en su salón de Los Ángeles, hasta que a principios de 1966 ella marchó a Londres para rodar El baile de los vampiros. Allí se enamoró del director del film, Roman Polanski y comunicó a Sebring por teléfono el fin de su relación. El peluquero viajó a Londres para hablar con ella y quedó como su amigo y también de Polanski. Años después, Roman Polanski dirá que, a pesar de su acomodada vida de playboy en el glamuroso ambiente hollywoodiense, Jay Sebring era introvertido y solitario y los veía a él y a Tate como su familia.
En el verano de 1968 Polanski y Tate le presentaron a un amigo del director, Wojciech Frykowski, y su novia, la rica heredera Abigail Folger, que acababan de trasladarse de Nueva York a Los Ángeles. Folger luego invirtió en los productos Sebring.
A principios de mayo de 1969 Sebring abrió un nuevo salón en San Francisco y al cóctel de bienvenida asistieron, entre otros invitados, Abigail Folger y su madre Inés, así como Paul Newman y su esposa Joanne Woodward.

## Muerte en Cielo Drive
Polanski atendía un proyecto en Londres y, para no dejar sola a Tate, embarazada de su primer hijo, Frykowski y Folger se habían instalado en su casa de Cielo Drive hasta su regreso. Jay Sebring los visitaba a menudo.
El 8 de agosto de 1969 los cuatro fueron a cenar al restaurante mexicano El Coyote, favorito de la actriz. Regresaron a casa sobre las 22:30. En torno a la medianoche entraron en la casa Patricia Krenwinkel, Susan Atkins y Tex Watson. Después de reunirlos a los cuatro en la sala de estar, Watson les ordenó tumbarse en el suelo boca abajo. Sebring protestó y pidió a los intrusos que consideraran el avanzado estado de gestación de la actriz. Watson le contestó con un disparo que le perforó un pulmón. Sebring se desplomó y Watson le propinó varias patadas en la cara, tan brutales, que le partió la nariz y la cuenca de un ojo. El grupo asesinó a sus amigos y él, inconsciente, fue rematado con 7 puñaladas.
Los funerales de Tate y Sebring fueron el mismo día, el miércoles 13 de agosto, ella primero y luego él, para que pudieran asistir los numerosos amigos comunes. Steve McQueen pronunció el elogio fúnebre del estilista.
Sebring fue inhumado en el cementerio del Santo Sepulcro en Southfield, Michigan.